# Єгудиїл
Єгудиїл або Єгудіель (грец. Ἰεγουδιήλ, івр. יְהֻוּדִיאֵל «Хвала Божа») — один зі семи архангелів в традиції православ'я. Це ім'я відомо лише за переданнями. В Біблії та в Євангелії воно не зустрічається. Він часто зображуєтся на іконах тримаючим корону та батіг. 

## Іконопис
Керівництво до написання ікон:
|  | Архангел Божий Єгудиїл зображується тримаючим в правій руці золотий вінець, як нагороду від Бога за корисну та благочестиву працю святим людям, а в лівій руці бич з трьох чорних шнурків з трьома кінцями, як кара грішним за лінивство до благочестивих труджень. |

## Покликання
Єгудиїл — скеровує усіх, хто старанно працює; корона, яку він тримає, символізує винагороду за духовну працю. Разом зі своїми підпорядкованими ангелами, він є порадником і захисником усіх, хто працює на славу Господа, зокрема царів, суддів та інших керівних позицій. Він зміцнює трудівників на славу Господа і клопоче про відплату їм за труд.
Єгудиїла вважають тим ангелом, якого Господь обіцяв послати ізраїльтянам у пустелі, для того щоб довів їх у землю Ханаанську, як відплату  за труд збереження Божих святих заповідей на Його славу, зі словами: "Якщо вухом почуєш голос Мій і зробиш, як Я заповідаю тобі, піде ангел Мій перед тобою, щоб забезпечити тебе в дорозі і вести тебе в землю, яку приготував Я для тебе".

## Молитви
До Єгудиїла  моляться, щоб він допоміг людині пізнати Волю Божу й клопотав перед Ним надати сили творити добрі справи в повсякденному житті.

### Молитви
«Святий Архангеле Божий Єгудиїле, постійний помічник усіх діючих на шляху Христовому, підведи мене від тяжких лінощів і для добрих подвигів укріпи мене. О, великий Архистратиже Божий Єгудиїле, ревний захиснику слави Божої, ти надихаєш на прославу Святої Трійці, надихни і мене, лінивого, славити Отця і Сина, і Святого Духа, і ублагай Господа Вседержителя, щоб створив в мені чисте серце, і дух правий обновив в утробі моїй, духом Владичним утвердив мене на поклоніння духом та істиною Отцю і Сину, і Святому Духу нині і повсякчас, і на віки вічні. Амінь.»

О, великий Архангел Господній Єгудииле, безстрашний захисник слави Божої! Ти, неухильно славить Святу Трійцю, пробуди в мені силу приховану. Допоможи мені, грішному, творити добрі діла, Отця і Сина Небесного прославляють. Освіти шлях мій, щоб не оселилася смута в серці моєму, і я не збився в вірі своїй довіку. Амінь!

Святий Архангел Єегудииле, наставник і заступник всіх, хто йде по шляху Христовому! Визволи мене від тяжкого гріха ліні і направ на шлях істинний, щоб справи мої були на славу Отця Нашого Небесного. Дай мені, дурного, і зміцни думки мої непостійні, в ім'я Отця і Сина і Святого Духа, нині і повсякчас, і на віки віків. Амінь! 